# Студенческий антифашистский фронт
Студенческий антифашистский фронт (САФ) — российская антифашистская студенческая организация. Основана в апреле 2024 года как инициатива студентов РГГУ против Высшей политической школы имени Ивана Ильина, преобразована в Студенческий антифашистский фронт в июле 2024 года.

## История

### Скандал вокруг ВПШ имени Ивана Ильина
В начале июня 2023 года Российский государственный гуманитарный университет (РГГУ) анонсировал создание Высшей политической школы имени Ивана Ильина. Новость вызвала негодование в академической среде из-за восприятия фигуры Ильина как фашистского философа, отчего администрация вуза вскоре удалила информацию об открытии учебно-научного центра.
Тем не менее, 27 июня 2023 решением учёного совета РГГУ была создана ВПШ имени Ивана Ильина, директором которой стал ультраправый философ Александр Дугин. Эта новость не получила получила большой огласки: сама школа не функционировала, а информация о том, что Дугин стал её главой, появилась только 29 декабря 2023 года в Telegram-канале сотрудника «Царьграда» Михаила Тюренкова.
Противодействие среди студентов началось со 2 апреля 2024 года, когда на странице главы «Царьграда» Константина Малофеева появилась новость о прошедшем семинаре с участием Александра Дугина. 11 апреля студенты создали группу «ВКонтакте», заявив о создании инициативы против Высшей политической школы имени Ивана Ильина, а 12 апреля на change.org была размещена петиция против ВПШ, в которой студенты заявили, что «Иван Ильин активно потворствовал деятельности немецко-фашистского режима, оправдывал преступления Гитлера противостоянием с большевизмом и писал о необходимости русского фашизма». Студенты также собирали петиции очно в здании университета. По состоянию на 20 июня 2024 года, петиция собрала 31 800 подписей.
Помимо петиции, студенты стали распространять агитационные наклейки в университете; сообщалось, что администрация после этого вызывала некоторых студентов и требовала от них написать объяснительные.
К низовой инициативе студентов в РГГУ впоследствии стали присоединяться студенты десятков других российских вузов — РАНХиГС, МГИМО, МГПУ, РГПУ, МВШСЭН и других. Историк и публицист Илья Будрайтскис охарактеризовал инициативу как связанную скорее с фигурами Дугина и Малофеева, чем с Ильиным, и как протест против идеологизации образования в целом. Это не первый случай сопротивлению их вмешательства в образование: так, Дугин в 2014 году был уволен с возглавляемой им кафедрой социологии международных отношений социологического факультета МГУ после протеста студентов, также его лекциям сопротивлялись студенты Литературного института имени Горького, а ресурсы Малофеева в 2022 году проводили кампанию по обвинению в «русофобии» Института философии РАН, которой сопротивлялся местный Учёный совет.
16 апреля 2024 года движение поддержал депутат Государственной думы от КПРФ Денис Парфёнов, заявивший, что ни его, ни студенческую общественность не устраивает, что «власть берёт себе на знамя» фашиствующего философа Ильина. 17 апреля другой депутат от КПРФ, Владимир Исаков, обратился к генеральному прокурору Игорю Краснову и министру науки и высшего образования Валерию Фалькову с просьбой проверить законность действий Учёного совета РГГУ, обвинив его в реабилитации нацизма. Также поддержку инициативной группе выразили заместитель председателя Госдумы Владислав Даванков, депутаты от КПРФ Олег Смолин, Анжелика Глазкова и Дмитрий Новиков, политик Олег Шеин, историки Александр Шубин, Клим Жуков, Николай Платошкин, Павел Кудюкин и Александр Колпакиди, политический обозреватель Константин Сёмин, блогеры Дмитрий Пучков, Евгений Баженов и другие.
В свою очередь, ректор РГГУ Александр Безбородов назвал авторов петиции «украинскими агентами», не имеющими отношения к вузу. Также он заявил, что Ильин «никаких фашистов и нацистов не поддерживал». Александр Дугин назвал появление петиции против названия центра операцией западных спецслужб, направленной на дискредитацию его как участника подачи обращения о финансировании терроризма должностными лицами США и стран НАТО. В ответ на это одна из публичных лиц кампании, Дарья Багина, первый секретарь Московского городского комитета ЛКСМ РФ и помощник депутата Госдумы Дениса Парфенова, назвала «лукавством» заявления об «украинском следе» и «агентах запада», так как руководство вуза официально признало, что расклейкой листовок занимались студенты РГГУ.
Председатель Госдумы Вячеслав Володин заявил, что неправильно придавать политическую окраску спорам вокруг Высшей политической школы и назвал Ильина «известным русским философом».
19 апреля 2024 года на канале исторического факультета РГГУ была анонсирована встреча ректора Безбородова со студентами, однако спустя 15 минут анонс мероприятия был удален, а сама встреча переведена в «закрытый формат по предварительной записи».
После встречи с ректором представители инициативы сообщили, что «администрация университета прямо сказала: мы не сможем добиться переименования силами одних студентов».
Изначально студенты, участвующие в акции, не раскрывали своих имён, но по мере роста популярности инициативы и попыток дискредитировать акцию, инициативная группа опубликовала фотографии и имена четырех студентов второго курса РГГУ, которые вошли в оргкомитет: Станислав Стожек, Тимофей Лазарев, Егор Мухин и Василий Поваляев.
3 мая представители инициативы проводили уличные встречи в Москве, Воронеже и Волгограде. В столице акция прошла в форме встреч с депутатом Денисом Парфёновым, депутатами Мосгордумы и левыми общественными деятелями. Также акции устраивали сочувствующие инициативе студенты из других городов.
Несмотря на то, что изначальная цель кампании против ВПШ имени Ильина не увенчалась успехом, ректор РГГУ Александр Безбородов ушёл в отставку 21 июня 2024 года.
23 июня инициатива студентов провела конференцию в Москве «Студенты против фашизма: по итогам пройденного», на которой выступили депутат от КПРФ Денис Парфёнов, представители от ЛКСМ РФ, левые общественные деятели и представители инициативы из разных вузов. На конференции обсуждались дальнейшие планы по защите прав студенчества и укреплению межвузовского объединения студентов.

### Основание САФ
24 июля 2024 года на базе инициативы студентов против Высшей политической школы имени Ивана Ильина было основано всероссийское студенческое движение — Студенческий антифашистский фронт. По словам его организационного комитета, к антифашистской инициативе присоединились более 80 российских вузов. Была создана структура движения: организация разделена на ячейки по принадлежности к вузу, городу или региону, и каждая ячейка избирает своего представителя в центральный орган — Совет представителей. Первым председателем Совета представителей был избран Артём Вознесенский.
29 декабря 2024 года состоялась конференция САФ, на которой выступил нынешний председатель Совета представителей Владимир Степанов. Также на ней присутствовали представители ячеек САФ, РКП(и), ЛКСМ РФ, КПРФ и Левого фронта, сообщалось об установлении контакта с протестующими сербскими студентами. Помимо идеологических вопросов, на конференции подводились итоги года, рассматривались дальнейшие перспективы развития САФ; обсуждались проблемы российских студентов: нехватка учебных аудиторий и общежитий, хаотичное расписание, низкие стипендии.
После того, как ажиотаж вокруг Высшей политической школы утих, в САФ наметился некоторый спад активности и отток членов, а также организационные проблемы. По состоянию на март 2025 года, в САФ участвует несколько сотен активистов. Тем не менее, по заявлению некоторых студентов, есть абитуриенты, выбирающие вуз по наличию в нём ячейки САФ.

## Идеология
Заявленная цель САФ — борьба за права студентов и против распространения фашистской идеологии, переписывания истории, усиления правого движения в молодёжной среде; объединение студентов для борьбы с фашизацией образования. Движение претендует на роль независимого студенческого профсоюза, действительно отстаивающего права студентов, в отличие от жёлтых профсоюзов, находящихся под контролем ректоров и администраций вузов.
САФ позиционирует себя как «широкий фронт» преимущественно левого толка: в него входят как левые либералы, социал-демократы и демократические социалисты, так и марксисты (в том числе ортодоксальные марксисты, троцкисты, сталинисты, чучхеисты), анархисты. Несмотря на антифашистскую направленность, САФ отвергает акции прямого действия традиционной субкультуры антифа, предпочитая медийную активность.
Руководство САФ запрещает давать от лица организации какие-либо оценки вторжению России на Украину. По словам активистки САФ и ЛКСМ РФ Ольги Сериковой, несмотря на преобладание антивоенных настроений среди большинства левых в России, даже осторожное их высказывание может привести к тюремному заключению с негативными личными последствиями.

## Критика

#### Слевыхпозиций
Студенческое издание «Гроза» критикует движение за тесное сотрудничество с КПРФ и противоречивое отношение к вторжению России на Украину. С тех же позиций оно критиковалось со стороны РКСМ(б), в частности, за поддержку инициатив КПРФ в области образования. С похожих позиций движение критиковала ОКИ, которая считает, что «ведущая роль» в САФ принадлежит активистам ЛКСМ РФ.
Социалистический интернет-журнал «Рабкор» обвинил САФ в сотрудничестве с провокатором, который был свидетелем обвинения по делу главного редактора «Рабкора» Бориса Кагарлицкого. После того как редакция журнала обратила внимание Фронта на это в первый раз, провокатор был формально исключён, однако фактически продолжил сотрудничать с САФ еще несколько месяцев, пока ситуация не была предана «Рабкором» огласке.
САФ критиковался со стороны РРП за выбор «меньшевистско-сталинской» тактики народного фронта и нежелании отдельных членов руководства САФ взаимодействовать с троцкистами.

#### Справыхпозиций
Инициатива с самого своего появления встречала сопротивление со стороны ультраправого философа Александра Дугина и бизнесмена-националиста Константина Малофеева. Последний на своей странице «ВКонтакте» уже 19 апреля 2024 сообщил о «конце кампании по очернению Ильина», поскольку пресс-секретарь Президента РФ Дмитрий Песков «выразил поддержку» Александру Дугину. На деле Песков лишь отстранился от дискуссии вокруг философа и особых мер по пресечению кампании проведено не было.
Декан факультета политологии МГУ Андрей Шутов обвинил САФ в работе на западные спецслужбы и антипатриотическую деятельность, указав, что КПРФ к «флешмобу против Ильина» отношения не имеет.